# Дюртюли
Дюртюли́ (баш. МФА: Дүртөйлөо файле) — город в России, административный центр Дюртюлинского района Республики Башкортостан, образует городское поселение город Дюртюли.

## Этимология
Название города произошло от башкирского «дүртөйлө», где «дүрт» — четыре, «өй» — дом и «-лө» — аффикс.

## Физико-географическое положение
География
Находится на северо-западе Башкортостана, на левом берегу реки Белой (притоке Камы), в 124 км от Уфы.
Климат
Преобладает умеренно континентальный климат. Зимы холодные и длинные. Лето достаточно теплое и короткое. Среднегодовое количество осадков — 595 мм.

## История
В учётных письменных источниках («Книга переписная Уфимского уезда… 1722—1723 г.») жителями поселения «Дорт Илю [прим. — тат./башк. Дүрт Өйле], что на берегу Белой реки» указаны ясашные татары.
Современная история города берёт своё начало в 1795-м году, когда 4 русских купца, решив обосноваться в живописном месте на берегу реки Белой, возвели для своих семей деревянные дома и заложили улицу Большая. Ими были Трапезников Митрофан Яковлевич, Дьяконов Никита Авдеевич, Чистяковы Василий Петрович и Филипп Васильевич. Жители близлежащих деревень говорили между собой «Дүртөйлөгә барабыз», что в переводе означает сходим в четырёхдомный («дүрт» — четыре, «өй» — дом).
В 1807 году в деревне Дюртюли поселились удельные крестьяне. В 1795 году в четырёх дворах проживало 35 человек, а по другим данным 38 человек. В 1865 году в 99 дворах зафиксировано 424 человека. Население села занималось земледелием, пчеловодством. Имелась пристань, 4 ветряные мельницы, а в 1881 году был построен православный храм.
В начале XX века в селе действовало уже 18 ветряных мельниц. Резкому экономическому росту способствовала торговля, которую местное население освоило благодаря Трапезниковым. Крестьяне привозили к Дюртюлям всю сельхозпродукцию, предприимчивые купцы освоили её переработку и отправляли грузы по всей России.
В 1950-е годы в черту села вошёл посёлок Дюртюлинской МТС. В дальнейшем получило своё развитие в связи с разработкой Манчаровского нефтяного месторождения. В 1964 году Дюртюли получили статус рабочего посёлка, а в 1989 году — статус города.

## Население
| 1939    | 1959    | 1970    | 1979    | 1989    | 1992    | 1996    | 1998    | 2000    | 2001    |
| ------- | ------- | ------- | ------- | ------- | ------- | ------- | ------- | ------- | ------- |
| 4500    | ↗4744   | ↗14 264 | ↗19 646 | ↗25 264 | ↗27 100 | ↗29 700 | ↗30 200 | ↗30 600 | →30 600 |
| 2002    | 2003    | 2005    | 2006    | 2007    | 2008    | 2009    | 2010    | 2011    | 2012    |
| ↘29 984 | ↗30 000 | ↗30 400 | ↗30 700 | ↗31 000 | ↗31 665 | ↘31 403 | ↘31 274 | ↗31 300 | ↘31 217 |
| 2013    | 2014    | 2015    | 2016    | 2017    | 2018    | 2019    | 2020    | 2021    | 2022    |
| ↘31 152 | →31 152 | ↘30 943 | ↗30 986 | ↘30 858 | ↗30 969 | ↘30 912 | ↗31 021 | ↗31 185 | ↗31 188 |
| 2023    | 2024    | 2025    |         |         |         |         |         |         |         |
| ↗31 205 | ↘31 067 | ↘30 706 |         |         |         |         |         |         |         |

На 1 января 2025 года по численности населения город находился на 486-м месте из 1124 городов Российской Федерации.

### Национальный состав
Согласно Всероссийской переписи населения 2010 года: татары — 64,1 %, башкиры — 23,2 %, русские — 9,6 %, марийцы — 1,6 %, лица других национальностей — 1,5 %.
По итогам переписи населения 2020 года проживали следующие национальности (национальности менее 0,1 % и другое см. в сноске к строке «Другие»):
| Национальность | Численность, чел. | Доля     |
| -------------- | ----------------- | -------- |
| Татары         | 18 492            | 59,30 %  |
| Башкиры        | 7907              | 25,36 %  |
| Русские        | 2661              | 8,53 %   |
| Марийцы        | 437               | 1,40 %   |
| Узбеки         | 61                | 0,20 %   |
| Азербайджанцы  | 40                | 0,13 %   |
| Чуваши         | 32                | 0,10 %   |
| Другие         | 1555              | 4,98 %   |
| Итого          | 31 185            | 100,00 % |

### Языковой состав
Согласно Всероссийской переписи населения 2010 года родными языками населения являлись: татарский — 73,4 %, русский — 12,9 %, 
башкирский — 11,4 %, марийский — 1,4 %.

## Экономика

Нефтяное предприятие

До начала разработки нефтяных месторождений Дюртюли было селом с пристанью и несколькими предприятиями по переработке и хранению сельскохозяйственного сырья (маслодельный завод, элеватор и некоторые др.). Расположено Чекмагушевское НГДУ, осуществляющее эксплуатацию нефтяных месторождений на территории Дюртюлинского, Илишевского и Чекмагушевского районов. Работают заводы железобетонных изделий, кирпичный, объекты обслуживания нефтепромыслов, комбинат молочных продуктов и мясокомбинат.
На экономическое и социальное развитие Дюртюлей повлиял ввод в действие автодорожного моста через реку Белую. Дюртюлинская пристань третья после Уфимской и Бирской по грузо- и пассажирообороту. Важный узел автомобильных дорог (М-7 «Волга», Нефтекамск — Дюртюли, Дюртюли — Буздяк).
В городе 6 общеобразовательных школ, в том числе две гимназии и лицей. Работают историко-краеведческий музей, три массовые библиотеки, четыре больницы, санаторий-профилакторий «Агидель», детский лагерь «Чайка», санаторий-профилакторий «Венеция».

## СМИ

### Радио
- 88,9 МГц — Авторадио;
- 89,4 МГц — Радио России / ГТРК Башкортостан;
- 102,0 МГц — Дорожное радио;
- 104,4 МГц — Дюртюли FM;
- 105,1 МГц — Европа Плюс;
- 105,6 МГц — Ретро FM;
- 106,2 МГц — Радио Юлдаш;

## Достопримечательности
- Родники Дюртюлинского района[36].

- Историко-краеведческий музей. Открыт 24 марта 1989 года. Идея построить в городе музей принадлежала бывшему Первому секретарю горкома Разилю Ситдиковичу Мусину. Проект здания музея принадлежит местному архитектору Винилу Сабировичу Ахунову. В 1986 году началось строительство музея, а уже через три года здание торжественно приняло первых посетителей. В те годы у музея не было своей коллекции, экспонаты Рима Бадавиевна собирала сама, принимала что-то в дар от местных жителей, благо Дюртюлинский район богат на исторические факты. Сегодня фонды музея хранят более 16 тысяч экспонатов. Это объекты культурного наследия народов, проживающих в Дюртюлинском районе. Это и археологические находки, и этнографические предметы, коллекции изобразительного и прикладного искусства, документы, редкие книги, фотографии[37].

- Дом купца Трапезникова. Дом Трапезникова старшего сохранился (ул. Советская, 68), в нём сейчас находится Межшкольный учебный комбинат. Двухэтажное кирпичное здание с одноэтажным кирпичным складом во дворе было построено в 1882 году. Богатый дом, с большими оконными проемами для хорошего освещения помещений (электричества не было). Здание отапливалось печами голландками[38].

- Набережная города, которая рассказывает об истории города. Самый значимый и крупный объект — транспортерная лента элеватора. Далее — Памятник воинам-дюртюлинцам. Воздвигнут он в канун 40-летия Победы. Здесь же памятник войнам, погибшим в русско-японской войне 1904—1905 гг. Находятся бюсты полных кавалеров ордена Славы — все они жители города и района Дюртюли[39].

- Иванаевский сад, яблоневый сад на реке Белой[40].

- Памятник бойцам красногвардейского отряда Александра Михайловича Чеверёва (1887—1921) «Чеверевцам-Дюртюли»;
- Памятник Герою Советского Союза Горшкову Василию Николаевичу (1920—1944);
- Памятник Воинам-дюртюлинцам, погибшим в Великой Отечественной войне;
- Памятник башкирскому и татарскому поэту, публицисту и драматургу Назару Наджми (1918—1999);
- Памятник башкирскому и татарскому поэту Шайхзаде Бабичу (1895—1919).

## Религия
Мечети
- Соборная мечеть «Мирас»

Православные храмы
- Церковь Василия Великого. Была открыта для прихожан в 2009 году. Сегодня храм полностью открыт, внутренняя отделка полностью закончена, стены не имеют росписи, но в храме поставлен алтарь, принесено много икон. Убранство храма скромное[41].

Протестантские общины
- Церковь христиан веры евангельской Новый Завет